# Friedrich von Gerok
Friedrich von Gerok (n. 26 mai 1854, Stuttgart – d. 18 septembrie 1937, Stuttgart) a fost unul dintre generalii armatei Germaniei (Regatul Württemberg) din Primul Război Mondial. A îndeplinit funcțiile de  comandant al Diviziei 26 Infanterie, Diviziei 54 Rezervă și Corpului XXIV Rezervă.
A îndeplinit funcția de comandant al Corpului XXIV Rezervă în campania acestuia din România, din anii 1916-1917.

## Cariera militară
Friedrich von Gerok a fost fiul unei familii de funcționari din Stuttgart. S-a înrolat în Regimentul 119 Grenadieri „Regina Olga” (Württemberg) la 4 aprilie 1872 în calitate de cadet. La 17 octombrie 1873 a fost avansat la gradul de sublocotenent. La 23 mai 1881 a fost transferat la Regimentul 119 Grenadieri „Regele Carol” ( Württemberg) odată cu înaintarea la gradul de locotenent. Până la 29 septembrie 1885 a servit ca adjutant al regimentului iar ulterior adjutant al Brigăzii 54 Infanterie din Ulm iar pe 18 august 1888 este avansat căpitan și numit comandant de companie în Regimentul 124 Infanterie „Regele Wilhelm I”
Între 28 decembrie 1893 și 23 februarie 1897, a fost adjutant al Corpului XIII Regal Württemberg. Este avansat maior la 18 iunie 1895 și numit comandant al Batalionului 3 din Regimentul 125 Infanterie „Împăratul Friedrich, Regele Prusiei”. Odată cu avansarea la gradul de locotenent-colonel, a fost transferat, la 7 iulie 1907 în statul major al Diviziei 16 Infanterie „Baron von Sparr”. 
La 1 aprilie 1903, a devenit membru al Curții Militare Imperiale, cea mai înaltă instanță militară germană. La 19 iulie 1904 demisionează din calitatea de membru al curții de justiție și simultan cu avansarea la gradul de colonel, preia comanda Regimentului 126 Infanterie „Marele Duce Friedrich de Baden”. La 18 august 1908 a fost înaintat la gradul de general-maior și numit la comanda Brigăzii 54 Infanterie din Ulm. Odată cu promovarea la gradul de general-locotenent la 21 aprilie 1911, a fost numit comandant al Diviziei 26 Infanterie. Un an și jumătate mai târziu, la 21 septembrie 1912, a fost numit guvernator la orașului Ulm.

## Primul Război Mondial
La mobilizarea declanșată de izbucnirea Primului Război Mondial, von Gerock a fost numit comandant al Diviziei 54 Rezervă la 25 august 1914, iar pe 30 august a fost înaintat la gradul de general de infanterie și numit, începând cu 11 septembrie 1914, la comanda Corpului XXIV Rezervă.
A condus corpul în luptă pe frontul de vest în bătălia de la Lille (26-28 octombrie 1914) și în prima bătălie de la Ypres (30 octombrie - 22 noiembrie 1914). Corpul a fost apoi retras și trimis pe frontul de est unde a intrat pentru prima dată în acțiune în Bătălia de la Łódź. Între 13 mai și 9 august 1916, a luat parte la Bătălia de la Verdun.
Din septembrie 1916, Corpul XXIV Rezervă a participat la campania împotriva României, în compunerea Armatei 9, condusă de generalul Erich von Falkenhayn.
În primăvara anului 1917 Corpul XXIV Rezervă condus de von Gerock a participat la Bătălia de la Mărășești.
Începând cu 24 noiembrie 1917 corpul este redislocat pe frontul de vest participând la luptele din provinciile Champagne și Rheims. La 18 februarie 1918 von Gerock a fost eliberat din funcție și guvernator de Ulm, funcție pe care o va îndeplini până la trecerea definitivă în rezervă, la 10 iunie 1918. 
Începând cu această dată a fost numit în poziția onorifică de cap al  Regimentului 123 Grenadieri „Regele Carol”  de către regele Wilhelm al II-lea de Württemberg.

## Lucrări
- Friedrich (Karl) von Gerok. Das 2. Württ. Feldartillerie-Reg. Nr. 29 "Prinzregent Luitpold von Bayern" im Weltkrieg 1914–1918. Die Württembergischen Regimenter im Weltkrieg 1914–1918 19. Stuttgart: Belser, 1921.

## Distincții și recunoașteri
Pentru activitatea sa ca militar, Curt von Morgen a fost decorat cu o serie de ordine și medalii, germane și străine:
- - Ordinul Coroanei, clasa II, cu spade (Prussia)
- - Ordinul Crucea de Fier, clasa II și clasa I, (Germania, 1914)
- - Ordinul Pour le Mérite, cu frunze de stejar, (Germania, 1915)[10]
- - Ordinul Leul Zähringer, cu frunze de stejar, (Germania)
- - Ordinul Frederik, (Regatul Württemberg)